# Gignac (Lot)
Gignac (occitanisch: Ginhac) ist eine südfranzösische Gemeinde mit 683 Einwohnern (Stand 1. Januar 2022) im Département Lot in der Region Okzitanien.

## Lage
Die Gemeinde liegt im äußersten Norden des Quercy und des Départements Lot nahe der Grenze zum Département Corrèze. Bis zur Kantonshauptstadt Martel sind es etwa 18 Kilometer (Fahrtstrecke) in südöstlicher Richtung. Sie besteht aus mehreren Weilern und Einzelgehöften. Zur Gemeinde gehört auch der ehemals eigenständige Ort Saint-Bonnet, welcher bereits im frühen 19. Jahrhundert eingemeindet wurde.

## Bevölkerungsentwicklung
| Jahr      | 1962 | 1968 | 1975 | 1982 | 1990 | 1999 | 2006 | 2018 |
| Einwohner | 633  | 566  | 527  | 522  | 517  | 562  | 609  | 671  |

Im 19. Jahrhundert hatte Gignac regelmäßig um die 1500 Einwohner; zu Beginn des 20. Jahrhunderts waren es noch etwa 1000. Infolge der Mechanisierung der Landwirtschaft und des daraus resultierenden Verlusts von Arbeitsplätzen kam es im 20. Jahrhundert zu einem deutlichen Bevölkerungsrückgang.

## Wirtschaft
Gignac war und ist noch immer in hohem Maße landwirtschaftlich geprägt, wobei auch die Viehzucht (Rinder, Schweine, Geflügel) eine wichtige Rolle spielt. Der Herbst ist darüber hinaus Trüffelzeit und auch Nüsse und Esskastanien spielen eine traditionsreiche Rolle im Leben der Region. Seit den 1960er Jahren trägt auch der Tourismus in Form der Vermietung von Ferienhäusern und -wohnungen (gîtes) zu den Einnahmen des Ortes bei.

## Geschichte
Bereits in römischer und gallorömischer Zeit war die Umgebung des heutigen Gignac besiedelt. Seit dem 12. Jahrhundert gehörte der Ort zum Herrschaftsgebiet der Vizegrafen von Turenne. Während des Hundertjährigen Krieges (1337–1453) entvölkerte sich der Ort; die Männer lieferten sich wiederholt heftige Gefechte mit den Engländern. In dieser Zeit wurde Gignac befestigt und erhielt einen Wehrturm (donjon). Auch im Verlauf der Hugenottenkriege (1562–1598) wurde der katholisch gebliebene Ort durch protestantische Einheiten schwer verwüstet. Wegen hoher Schulden musste der letzte Vicomte de Turenne im Jahre 1738 seinen Besitz an die Französische Krone verkaufen, die das riesige Gebiet an wohlhabende Adlige weiterverkaufte. Gignac kam so im Jahre 1748 in den Besitz der Herzöge von Noailles.

## Sehenswürdigkeiten

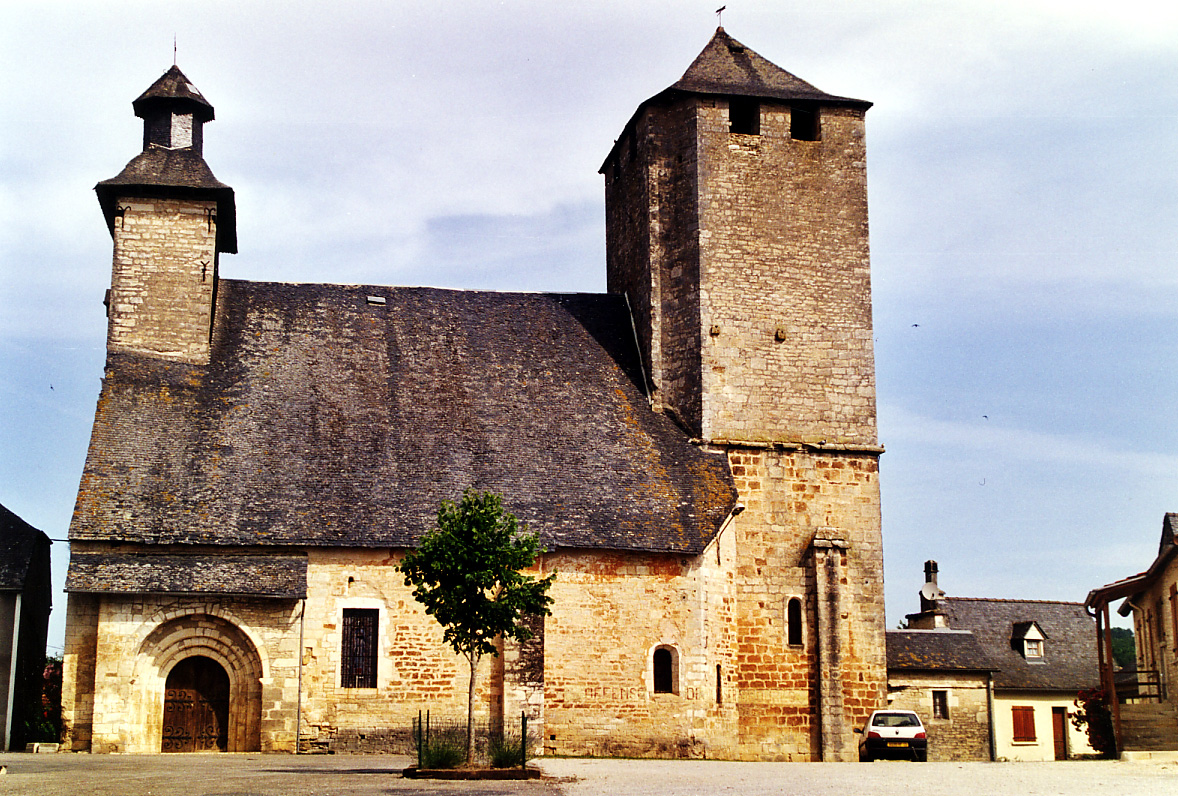
Kirche Saint-Martin

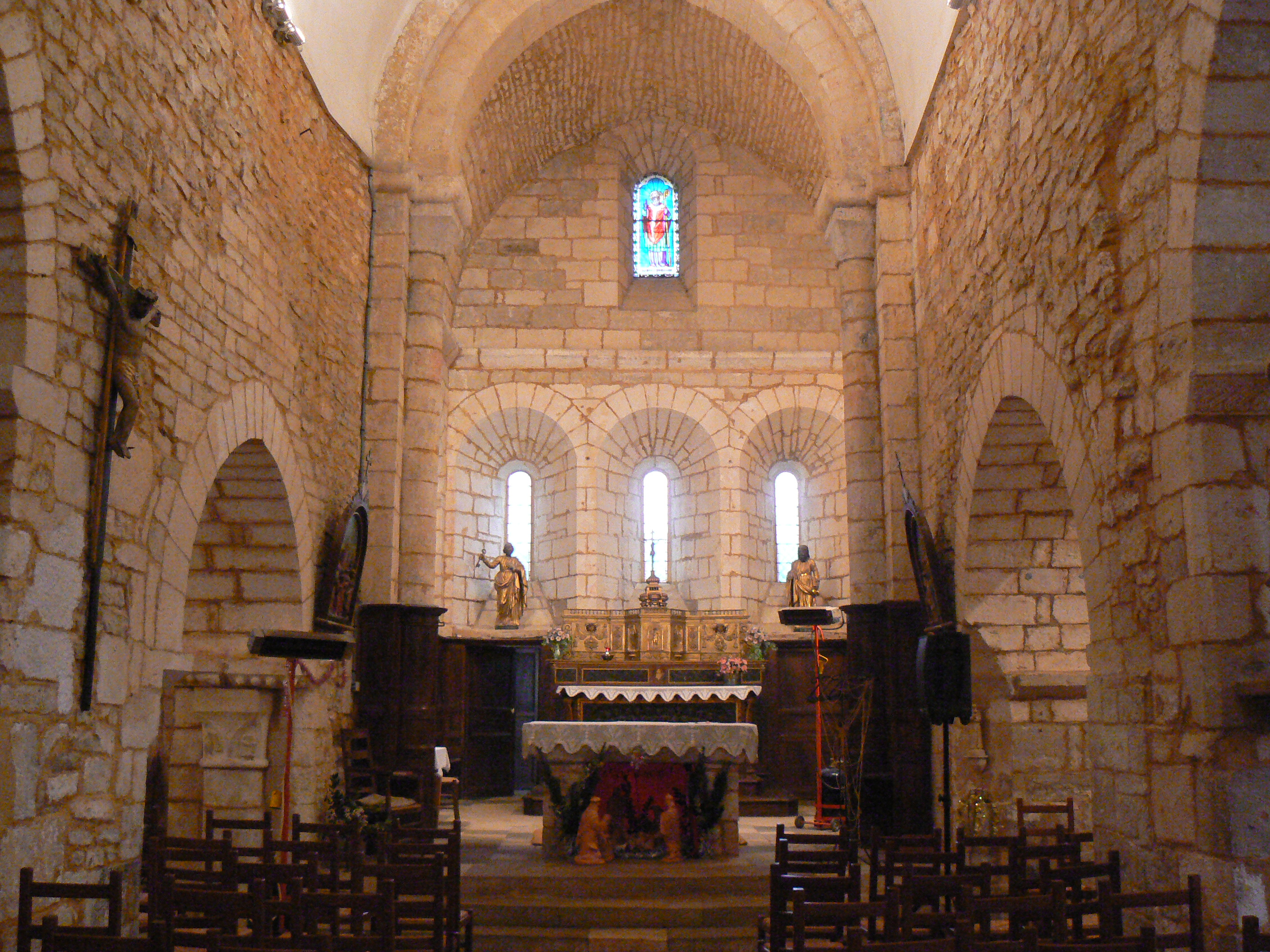
Apsis

Die Pfarrkirche Saint-Martin stammt aus dem 12., 15. und 18. Jahrhundert und hat insgesamt den Charakter einer Wehrkirche, wozu der sich auf der Ostseite der Kirche befindliche Wach- und Wehrturm entscheidend beiträgt. Über der Westseite erhebt sich ein kleinerer Dachaufsatz, welcher im 18. Jahrhundert hinzugefügt wurde; das romanische Archivoltenportal befindet sich auf der Südseite der Kirche. Das dreischiffige Innere zeigt sowohl Mauerwerk aus Bruchstein wie aus Haustein. Die Apsis ist flach geschlossen und hat – wie auch das Langhaus – ein einfaches gotisches Spitztonnengewölbe. Auch ohne eingestellte Säulchen wirken die drei Apsisfenster mit ihren abgeschrägten Laibungen geradezu klassisch. Die Kirche seit 2004 als Monument historique ausgewiesen.

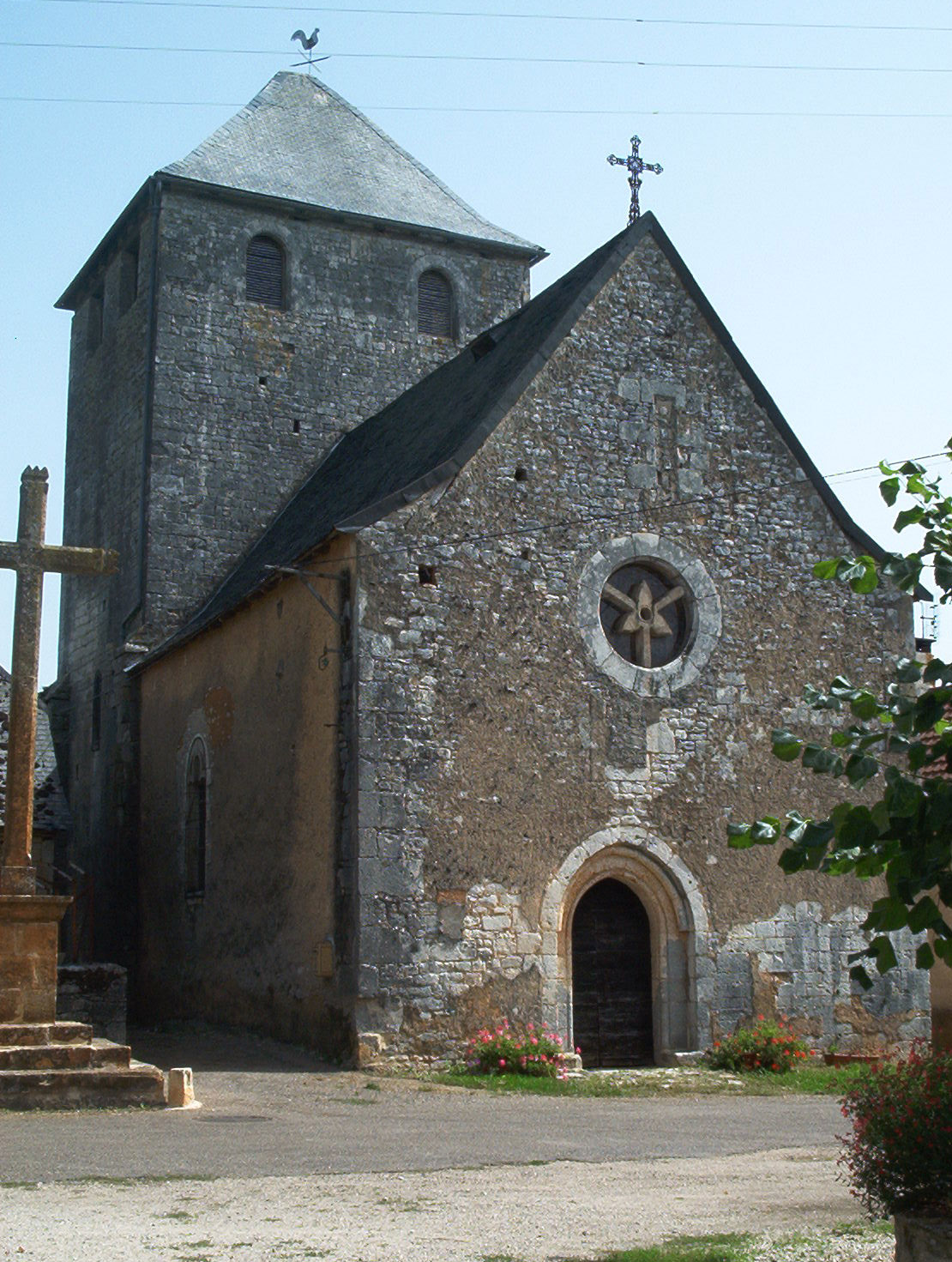
Église Saint-Bonnet

Von dem seit 1499 bekannten Hôpital de Gignac steht nur noch eine im 19. Jahrhundert komplett erneuerte Kapelle. Das Hospital diente ehemals vorrangig der Versorgung von Pilgern nach Rocamadour und weiter nach Rom.

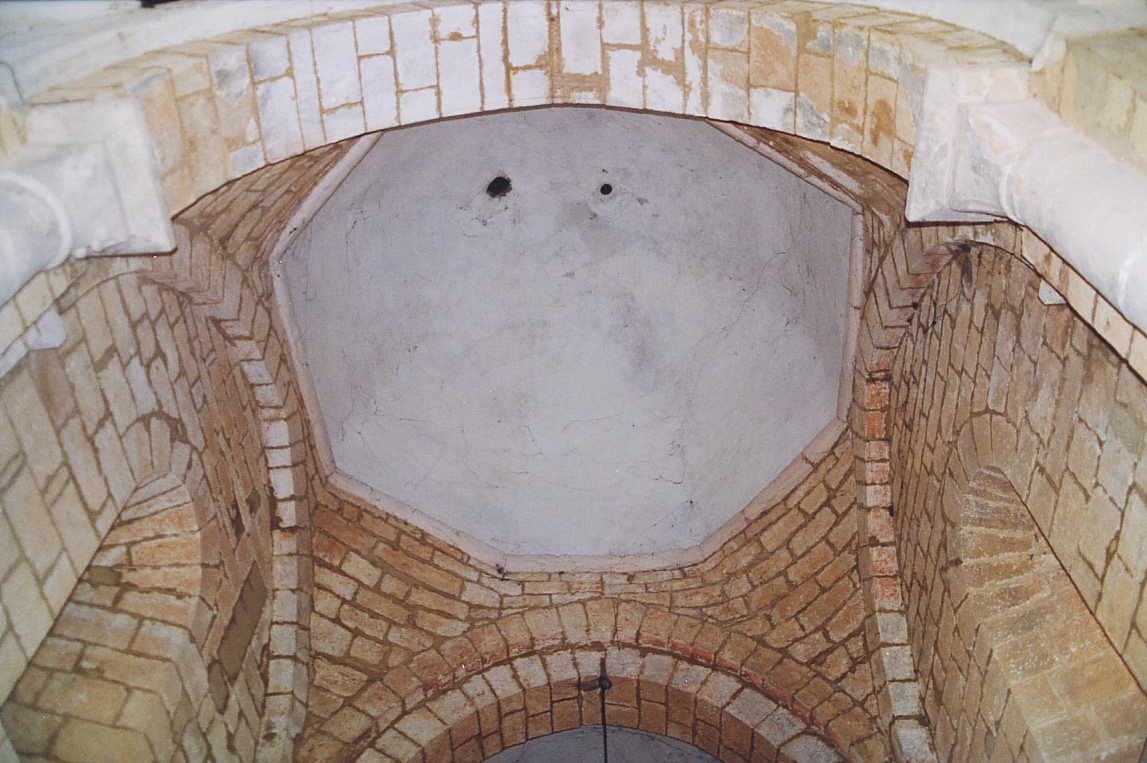
Vierungskuppel

Auch die Kirche von Saint-Bonnet ist noch in weiten Teilen romanisch. Der mächtige quadratische Vierungsturm konnte sowohl als Glockenturm wie auch als Wach- und Wehrturm dienen. Die Apsis ist im Äußeren polygonal gebrochen und zeigt unterhalb der Dachtraufe einen – teilweise figürlich gestalteten – Konsolenfries. Im Innern des einschiffigen Bauwerks ist die von Pendentifs getragene und sich aus einem Achteck entwickelnde Vierungskuppel bemerkenswert.
Vor der Kirche erhebt sich auf einem abgetreppten Sockel ein großes Steinkreuz. Es ist eines von etwa 40 Kreuzen aus Stein oder Schmiedeeisen auf dem Gebiet der Gemeinde.
Zu den weniger bedeutsamen Sehenswürdigkeiten gehören der Stumpf einer Windmühle, eine Quelleinfassung, mehrere Hütten aus Trockenmauerwerk (cabanes) etc.